# Ramón Orts-Ramos
Ramón Orts-Ramos, (Matanzas (Cuba), 1857 - 1928), periodista i escriptor espanyol, pare del també periodista i escriptor valencià Tomás Orts Climent i germà del periodista Tomás Orts-Ramos.

## Biografia
Traslladat a la península, va fer els seus estudis a l'Institut d'Alacant, on va prendre el grau de batxiller i va acabar la carrera de nàutica, ja que va publicar algunes obres literàries durant aquest interval. Va estudiar després a Madrid la carrera de ciències naturals, però portat de la seva afició a la literatura va abandonar les aules, dedicant-se al periodisme, en què va continuar tant a Madrid, com després a Barcelona, formant part de la redacció de diversos diaris, i dirigint alguns, ja polítics, ja literaris, entre ells El Pueblo, de Barcelona, diari radical d'efímera existència, i el setmanaris il·lustrats La Semana Cómica (després del seu germà Tomás i Don Juan Palomo.
Va viatjar extensament per Europa, les dues Amèrica, Nord d'Àfrica i Arxipèlag Filipí. És inventor del telefoto (aplicació de l'electricitat o telègraf de senyals lluminosos), del far parlant (dispositiu mitjançant el qual i per mitjà de l'alfabet Morse el disc indica el nom del far), d'un dispositiu per a la calefacció automàtica dels ferrocarrils i altres progressos.
Amb el seu nom o amb el pseudònim del Batxiller Sansón Carrasco, a més de nombroses poesies, moltes premiades en certamens públics, articles literaris i més de 150 llibres traduïts de diversos idiomes, va publicar: El adolescente (Alacant, 1869), Un sueño (Alacant, 1870) La ermita de los ahorcados (Alacant, 1870), Un sueño (Alacant, 1870), La verdad y el error (Alacant, 1871), Risas y lágrimas, col·lecció de poesies (Alacant, 1872); Adúltera y prostituta, vers (València, 1873), Cantares y seguidillas (Denia, 1888), La Vorágine, esbós líric (Alacant, 1893); Los mayorazgos de Benaloja (Alacant, 1890), obra de la que se'n feren a Barcelona edicions posteriorrs; El viejo, comte; El traje nuevo, comte, publicats ambdós en la Biblioteca Bebé (Barcelona, 1897), Secretario general de cartas (Barcelona, 1898, i edicions posteriors), El secretario galante Barcelona, 1903), Vírgenes impúdicas (Barcelona, 1905), La celulosa y el celuloide (Barcelona, 1905), El electricista en casa (Barcelona, 1905), Teneduría de libros teórica y práctica (Barcelona, 1909), etc. També va publicar diverses composicions per a piano.
Va pertànyer a la redacció de la Enciclopedia Universal Ilustrada, Espasa-Calpe S. A.